# 沈宣仁
沈宣仁教授（Prof. Philip SHEN）（1931年—2004年8月5日）是香港教育家、哲學家及摺紙藝術家。曾任香港中文大學文學院院長（1986-1989）及崇基學院院長（1990-1994）。

## 生平
沈宣仁之父沈漢新原是廣東地區的客家人，也是一位聖公會牧師，當年被聖公會港粵教區差派到菲律賓出任牧職。沈宣仁1931年生於菲律賓馬尼拉，自幼便在菲律賓的華僑社群和基督教教會中成長，並在教會認識後來成為其妻子的羅素琴女士。沈宣仁本人是聖馬提亞堂教友。
沈宣仁1952年畢業於菲律賓基督教大學，主修英文，副修哲學。1955年，獲美國歐柏林學院碩士學位，旋轉往芝加哥大學攻讀神學，受業於Bernard M. Meland、Bernard M. Loomer及Jaroslav J. Pelikan，於1958年獲神學碩士，並於1963年獲頒授博士學位。
沈宣仁於1962年到香港崇基學院成立不久的哲學及宗教學系任教，之後任教於1978年獨立出來的宗教系，主要講授「宗教哲學」、「基督教經典」、「人與拯救」等科目，以及通識教育課程的「大學之理念」、「柏拉圖理想國」、「思考藝術」、「西方文化概論」等科目。在教學期間，曾任崇基學院哲學及宗教組主任 (1969-1973)、崇基學院哲學及宗教學系系主任 (1973-1974，1975-1976) 、崇基學院通識教育主任(1977-1990) 、崇基學院文學院院長(1969-1971，1976-1977)、香港中文大學文學院院長(1986-1989)和崇基學院院長(1990-1994)等職，1995年9月榮休，退休以後，還擔任兼任講師職務，直至1996年7月。
在通識教育方面，沈宣仁在崇基學院既有的基礎上，制定「綜合基本課程」的教育目標和課程內容，編寫如《大學教育與大學生》(1973)、《論文的註釋及參考書目》 (1976)、《讀與寫：大學之鑰初輯》(1977)等教材。「綜合基本課程」後來進一步發展成為香港中文大學通識教育指定課程的一部份。
除教學以外，沈宣仁更是世界有名的摺紙藝術家。他的作品曾在美國、英國、意大利、法國、德國、西班牙、日本、新加坡和香港展出。大英摺紙社在1982年為沈宣仁出版一本專集，名為 "Philip Shen: Selected Geometric Paper Folds" (Birmingham: British Origami Society, 1982)。自香港摺紙學會於1991年創辦後，沈宣仁一直擔任該會的榮譽顧問，而該會亦以沈宣仁所創作的摺紙作品「梅花」為會徽。
沈先生退休後移居美國，2004年8月5日因癌症病逝於加州洛杉磯克利蒙（英語：Claremont）住所，享年73歲。
2016年，崇基學院將牟路思怡圖書館旁的「綜合基本教育資料中心」命名為「宣仁通識教育資源中心」，以紀念及表揚他開創之綜合基本教育及對現行通識教育的深遠貢獻，並將由雕塑家朱達誠鑄製的沈宣仁半身銅像置於資源中心，以垂永念。

## 個人生活
沈宣仁與羅素琴女士於1962年結婚，羅素琴女士為前崇基圖書館館長。沈氏育有兩子，長子沈其恕博士是人工智能的專家，於英國工作。幼子沈其樂是建築師，於美國工作。

## 著作
- 沈宣仁（1992）。 《三十年來情與理》。香港：香港基督徒學會。ISBN 9627471089 。
- Shen, Philip (1982). Selected Geometric Paper Folds. Birmingham: British Origami Society.